# Музей есперанто
Музей есперанто — це музей, який демонструє матеріали з есперанто, руху есперанто та культури есперанто. Часто поєднується з есперанто-бібліотекою.
Музеї есперанто не тільки збирають різноманітні предмети та матеріали (наприклад, книги та архіви), але й представляють їх постійно або на певний час відповідно до різних планів і програм.
Різниця між музеєм, бібліотекою та архівом не завжди є легкою. Часто це різноманітна їх комбінація.

## Список музеїв есперанто
- Австрія, Відень, Міжнародний музей есперанто та інтерлінгвістики
- Чехія, Світави, Музей Есперанто
- Чехія, Чеська-Тршебова, Міський музей — експозиція по історії есперанто
- КНР, Цзаочжуан, Міжнародний музей есперанто
- Франція, Гре, Національний музей есперанто
- Іспанія, Сант Пау д'Ордал, Іспанський музей есперанто
- Польща, Білосток, Центр Людвіка Заменгофа